# Juli 1999
Portal Geschichte | Portal Biografien | Aktuelle Ereignisse | Jahreskalender | Tagesartikel

◄ |
19. Jahrhundert |
20. Jahrhundert
| 21. Jahrhundert

◄ |
1960er |
1970er |
1980er |
1990er
| 2000er | 2010er | 2020er | ►

◄ |
1995 |
1996 |
1997 |
1998 |
1999
| 2000 | 2001 | 2002 | 2003 | ►

◄ |
April 1999 |
Mai 1999 |
Juni 1999 |
Juli 1999 |
August 1999 |
September 1999 |
Oktober 1999 |
►
Dieser Artikel behandelt tagesbezogene Nachrichten und Ereignisse im Juli 1999.

## Tagesgeschehen

### Donnerstag, 1. Juli 1999

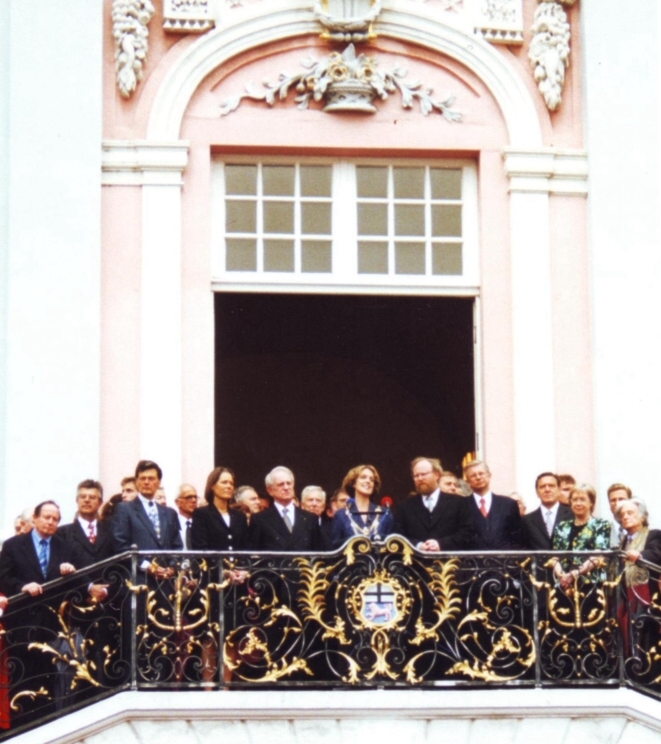
Johannes Raus Amtseinführung

- Bern/Schweiz: Das Bundesamt für Informatik und Telekommunikation wird gegründet. Zum Direktor wird der Stellvertretende Direktor der Vorläuferbehörde, des Bundesamts für Informatik, Marius Redli berufen.[1]
- Bonn/Deutschland: Johannes Rau wird als Nachfolger von Roman Herzog als deutscher Bundespräsident vereidigt. Er setzte sich bei der Wahl am 23. Mai gegen Dagmar Schipanski und Uta Ranke-Heinemann durch.[2]
- Bonn/Deutschland: Aufgrund des Hauptstadtbeschlusses von 1991 findet im neuen Plenargebäude des Bundeshauses nach rund 50 Jahren die letzte Sitzung des Deutschen Bundestags am Standort Bonn statt. Nach der Sommerpause wird das Parlament seine Arbeit im Berliner Reichstagsgebäude fortführen.[3][4]
- Edinburgh/Vereinigtes Königreich: In der Hauptstadt Schottlands eröffnet Königin Elisabeth II. das erste regionale Parlament im Vereinigten Königreich.[5]
- Helsinki/Finnland: Finnland übernimmt, von Deutschland, erstmals den Vorsitz im Rat der Europäischen Union. Das Amt des Regierungschefs der EG erhält Paavo Lipponen.[6]

### Freitag, 2. Juli 1999
- Washington, D.C./Vereinigte Staaten: Lawrence Summers übernimmt von Robert Rubin die Führung des Finanzministeriums der Vereinigten Staaten.

### Samstag, 3. Juli 1999

Pac-Man

- Paris/Frankreich: Italien gewinnt die 31. Basketball-Europameisterschaft. Die Silbermedaille gewinnt Spanien, auf Platz drei landet das jugoslawische Team.
- Vereinigte Staaten: Billy Mitchell stellt mit 3.333.360 Punkten einen Rekord im Arcade-Spiel Pac-Man auf. Er absolviert 255 Level, sammelt sämtliche Boni und frisst jeden blauen Geist, ohne jemals selbst gefressen zu werden. Die Leistung gilt als „perfect game“.

### Sonntag, 4. Juli 1999

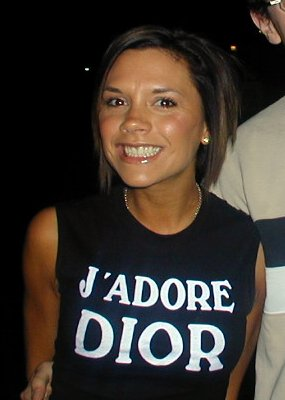
Victoria Beckham

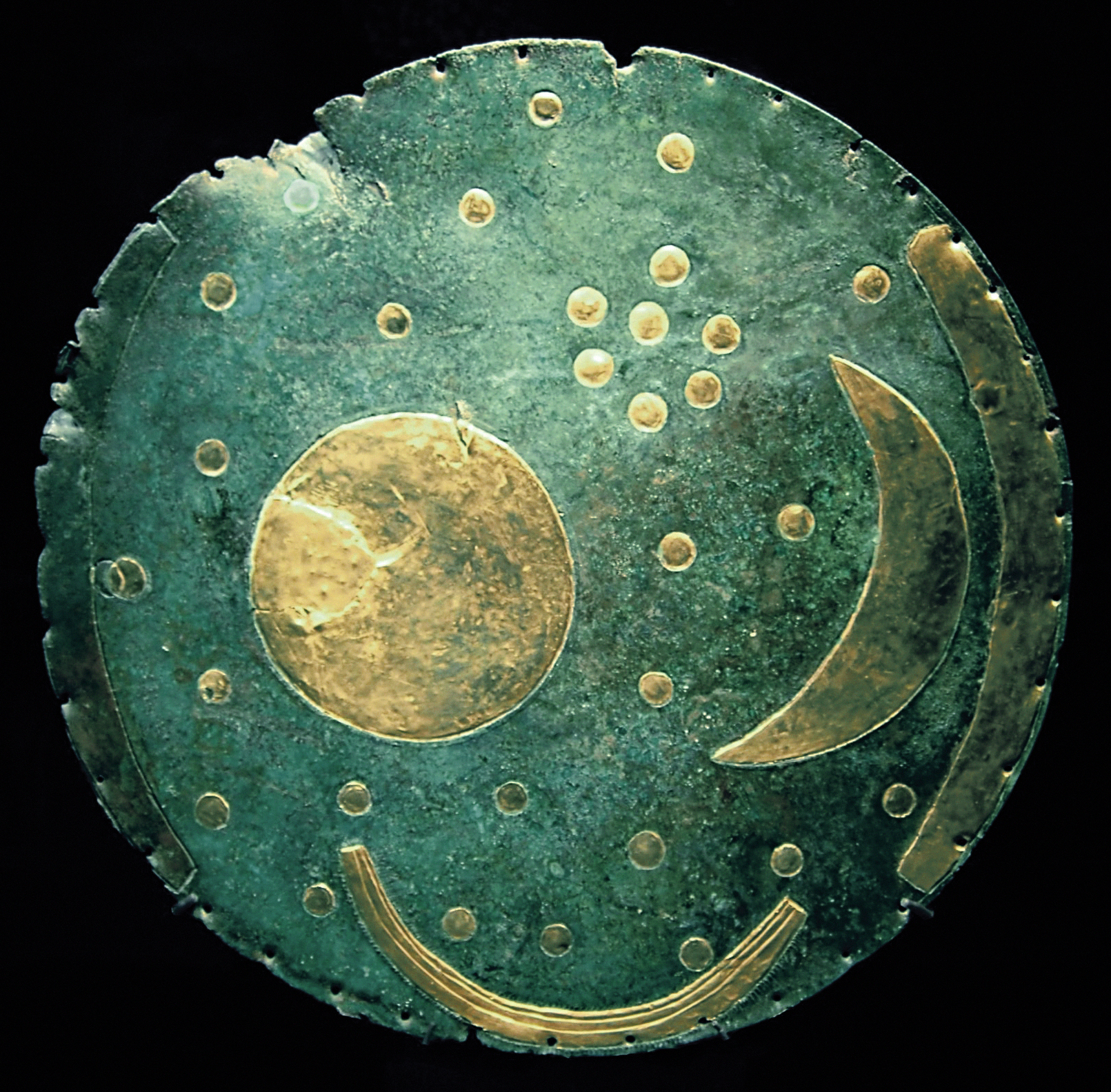
Die Himmelsscheibe von Nebra

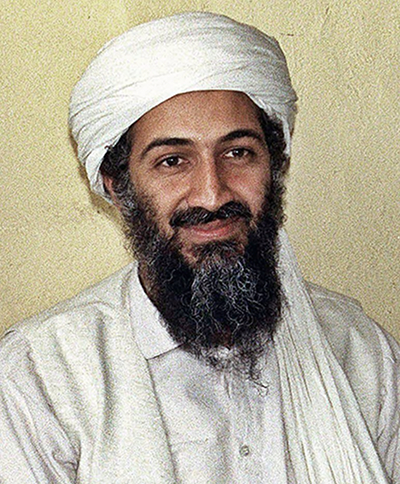
Osama Bin Laden

- Blanchardstown/Irland: Das Mitglied der Girlgroup Spice Girls Victoria Adams heiratet unter Ausschluss der Öffentlichkeit den Fußballspieler David Beckham. Die Rechte an ihren Hochzeitsfotos verkaufte das Paar an die Zeitschrift OK! Seit Diana, Princess of Wales, 1997 starb, wurden Adams-Beckham zum Lieblingssujet der Boulevardmedien.
- Islamabad/Pakistan: Auf Vermittlung des Präsidenten der Vereinigten Staaten Bill Clinton erklärt sich der pakistanische Ministerpräsident Nawaz Sharif bereit, die in den indischen Teil Kaschmirs eingedrungenen pakistanischen Militäreinheiten abzuziehen.
- London/Vereinigtes Königreich: Pete Sampras aus den USA gewinnt das Finale im Herren-Einzel-Turnier der Wimbledon Championships im Tennis gegen seinen Landsmann Andre Agassi in drei Sätzen. Es ist Sampras’ sechster Turniersieg in sieben Jahren. Die Amerikanerin Lindsay Davenport gewinnt das Damen-Einzel-Turnier der Wimbledon Championships im Tennis durch einen Finalsieg gegen Steffi Graf aus Deutschland.[7][8]
- Nebra/Deutschland: Zwei Raubgräber finden auf dem Mittelberg nahe der Stadt Nebra in Sachsen-Anhalt neben zweifelsfrei bronzezeitlichen Gegenständen nach eigenen Angaben die „Himmelsscheibe von Nebra“, die als weltweit älteste konkrete Himmelsdarstellung gilt.[9]
- Sofia/Bulgarien: In dem Land, das seit einigen Jahren eine schwere Banken- und Währungskrise durchschreitet, wird der reformierte, so genannte „vierte“ Lew als neue Landeswährung im Verhältnis von 1:1 an die Währung Deutsche Mark gekoppelt. Der Umtausch von Münzen und Banknoten des „dritten“ Lew wird am 6. Juli beginnen.[10]
- Washington, D.C./Vereinigte Staaten: Da Osama bin Laden, für dessen Ergreifung US-Behörden am 4. November 1998 eine Belohnung von 5 Millionen US-Dollar aussetzten, noch immer von der in Afghanistan regierenden radikalen Taliban-Bewegung geschützt wird, veranlasst US-Präsident Bill Clinton die Beschlagnahmung des Vermögens der Taliban. Bin Laden gilt als Drahtzieher der Anschläge auf die Botschaften der USA in Daressalam und Nairobi im August 1998.[11][12]

### Montag, 5. Juli 1999
- Banjul/Gambia: Die liberal intendierte Tageszeitung The Independent aus dem regierungsfreundlichen Verlag The Daily Observer erscheint erstmals.
- Riga/Lettland: Ministerpräsident Vilis Krištopans erleidet eine Niederlage in einem Misstrauensvotum.

### Dienstag, 6. Juli 1999
- Bosnien-Herzegowina: Truppen der SFOR verhaften Radoslav Brđanin von der Serbischen Demokratischen Partei, der eine führende Rolle bei der geplanten Errichtung eines „ethnisch reinen“ Staates in Bosnien-Herzegowina spielte, und überstellen ihn an den Internationalen Strafgerichtshof für das ehemalige Jugoslawien in Den Haag.
- Tel Aviv/Israel: Die Regierung von Benjamin Netanjahu wird von einer Regierung unter Ehud Barak abgelöst. Der Regierungswechsel ist Folge der Knessetwahl vom 17. Mai.

### Mittwoch, 7. Juli 1999
- Bremen/Deutschland: Die Abgeordneten der Bürgerschaft wählen Henning Scherf (SPD) für eine zweite Amtszeit zum Bürgermeister des Landes Bremen und der Stadt selbst.[13]
- Riga/Lettland: Die parteilose Politikerin Vaira Vīķe-Freiberga wird als Nachfolgerin von Guntis Ulmanis zur neuen Staatspräsidentin Lettlands gewählt.

### Donnerstag, 8. Juli 1999
- Vereinigtes Königreich: Joanne K. Rowling veröffentlicht mit einer Startauflage von 240.000 Exemplaren den dritten Band ihrer Harry-Potter-Buchreihe. Er trägt den Titel Harry Potter und der Gefangene von Askaban.

### Freitag, 9. Juli 1999
- Bischkek/Kirgisistan: Felix Kulow gründet die pro-russische Partei Ar-Namys (deutsch „Würde“).
- Los Angeles County/Vereinigte Staaten: Universal Pictures veröffentlicht den ersten Teil der Filmreihe American Pie.
- Thimphu/Bhutan: Sangay Ngedup wird Ministerpräsident.

### Samstag, 10. Juli 1999

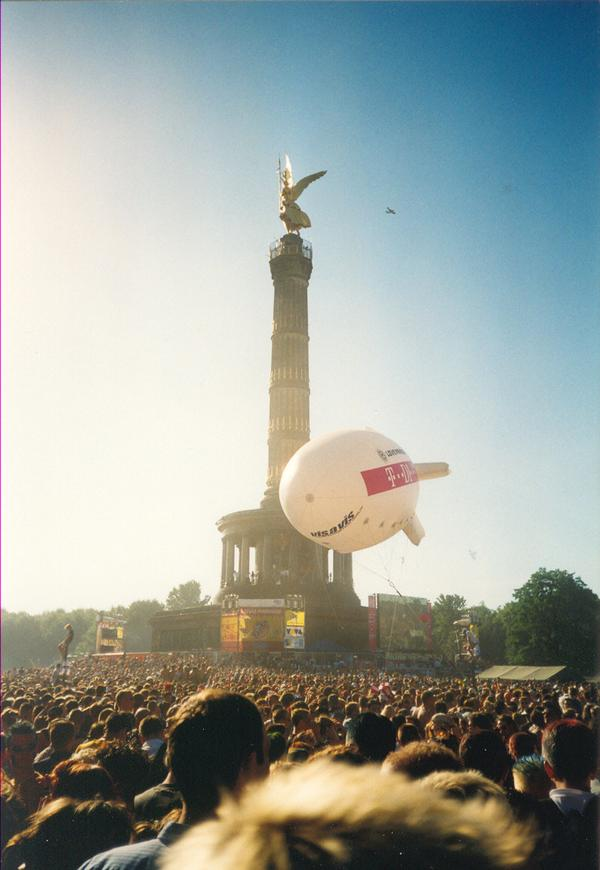
Telekom-Werbung auf der Loveparade

- Berlin/Deutschland: Zehn Jahre nach der ersten Anmeldung einer politischen Demonstration unter dem Namen Loveparade nehmen deutlich mehr als eine Million Raver und sonstige Erlebnishungrige an der Loveparade 1999 teil, ein höherer Wert als je zuvor.[14]
- Pasadena/Vereinigte Staaten: Im Finale der 3. Fußball-WM der Frauen schlägt die US-Nationalmannschaft die chinesische Auswahl vor 90.185 Zuschauern mit 5:4 im Elfmeterschießen.[15]

### Montag, 12. Juli 1999
- Berlin/Deutschland: Die Bundes-Bodenschutz- und Altlastenverordnung wird erlassen. Sie tritt fünf Tage später in Kraft und präzisiert den Umgang mit Altlasten und Altlastverdachtsflächen.
- Berlin/Deutschland: Der Lehrberuf Informationselektroniker wird eingeführt.
- Brüssel/Belgien: Die Regierung Verhofstadt unter Premierminister Guy Verhofstadt löst die bisherige Regierung Dehaene II ab und erhält den Namen „Regenbogen-Koalition“ in Anlehnung an die Mischung zwischen blau, rot und grün.

### Dienstag, 13. Juli 1999

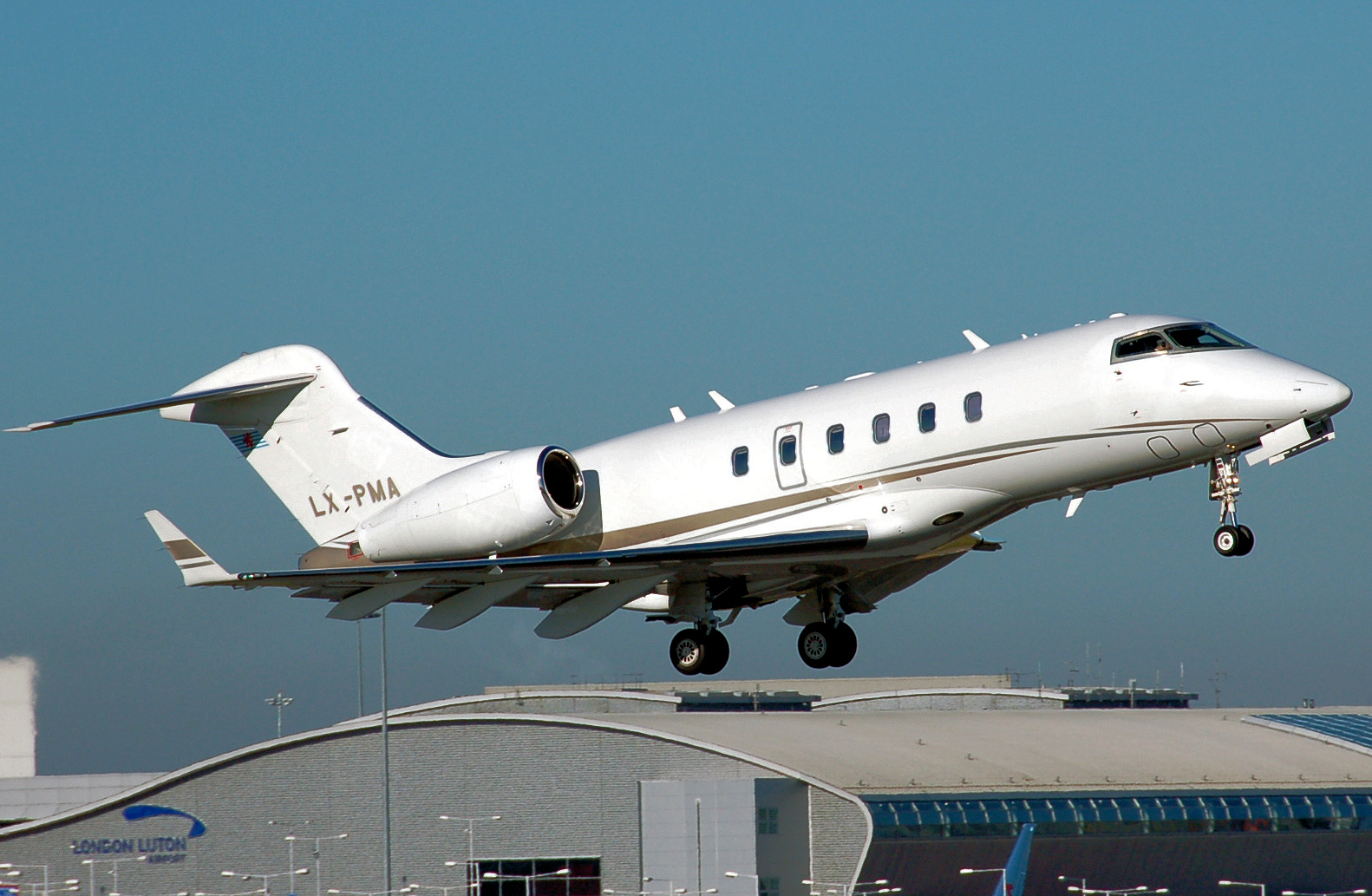
Bombardier Challenger 300

- Paris/Frankreich: Der Bombardier Challenger 300 wird auf der Pariser Luftfahrtschau unter dem Namen Bombardier Continental vorgestellt.
- Teheran/Iran: In Teheran greifen Demonstranten im Zuge der Iranischen Studentenproteste das Innenministerium an. Präsident Mohammad Chatami untersagt danach weitere Proteste und erklärt, dass sich die Demonstrationen „gegen die Fundamente der Islamischen Republik richten“.

### Mittwoch, 14. Juli 1999

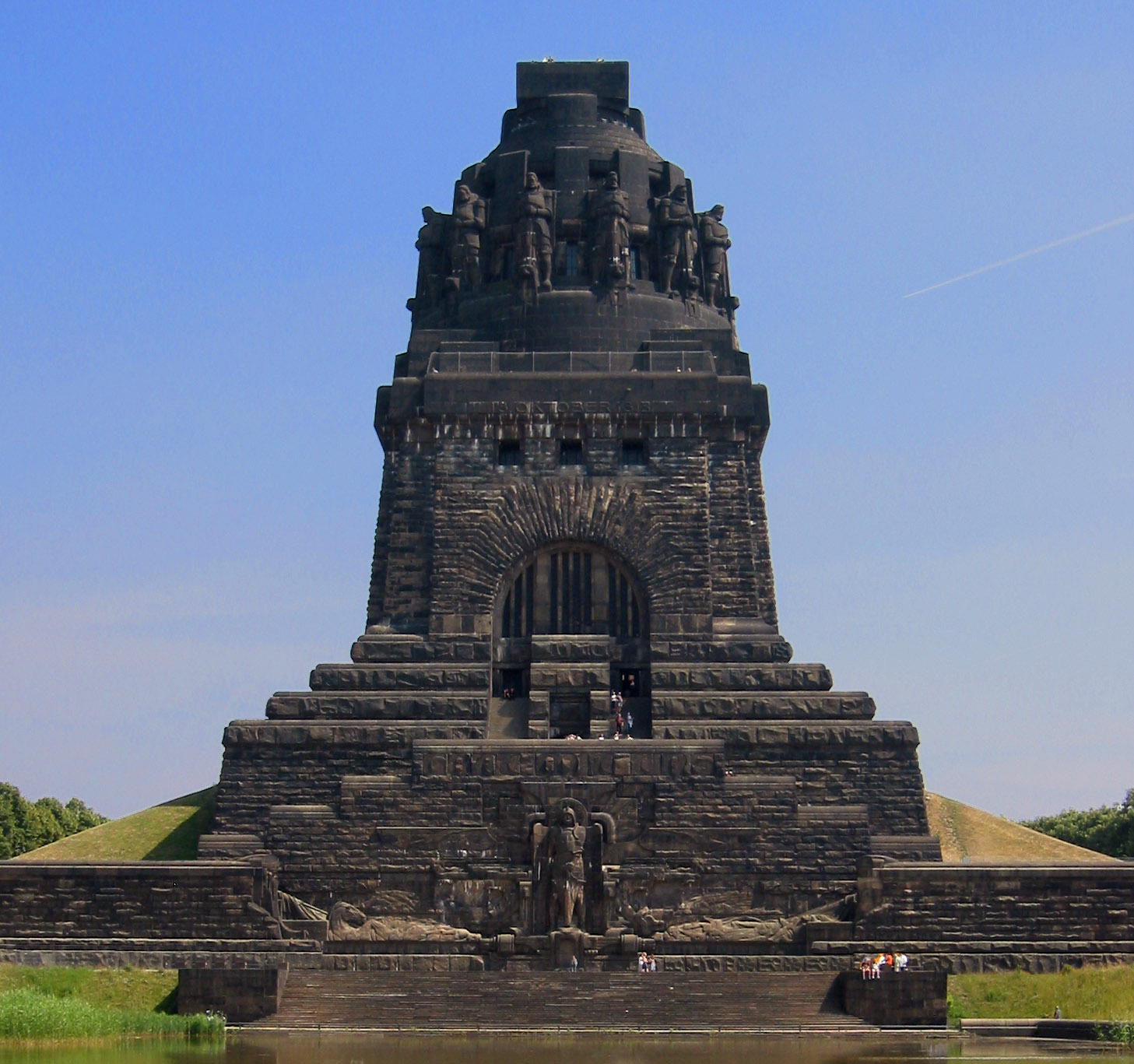
Völkerschlachtdenkmal

- Leipzig/Deutschland: Die Stadt beschließt die Sanierung des 91 m hohen Denkmals zur Erinnerung an die Völkerschlacht. Nach Schätzungen werden die Arbeiten an dem 1913 eingeweihten Bauwerk etwa zehn Jahre in Anspruch nehmen.[16]
- New York/Vereinigte Staaten: Im Madison Square Garden, der Heimspielstätte der New York Liberty, findet das erste WNBA-All-Star-Spiel im Basketball statt. Das Team der Western Conference gewinnt vor ausverkauften Rängen gegen das Team der Eastern Conference mit 79:61.
- Port Moresby/Papua-Neuguinea: Das Parlament wählt Mekere Morauta (People’s Democratic Movement) zum Premierminister von Papua-Neuguinea.

### Donnerstag, 15. Juli 1999
- Berlin/Deutschland: Der Bundestag ändert das Gesetz zur deutschen Staatsangehörigkeit. Deutschland verlangt von Staatsbürgern eines Mitgliedstaats der Europäischen Union nicht mehr, dass sie vor der Einbürgerung ihre bisherige Staatsangehörigkeit aufgeben, wenn der betreffende Mitgliedstaat bei der Einbürgerung von Staatsbürgern der Bundesrepublik Deutschland auf gleiche Weise verfährt.[17]
- Kathmandu/Nepal: Die Fluggesellschaft Skyline Airways nimmt den Flugbetrieb auf. Das Unternehmen besitzt nur eine Maschine, eine DHC-6 Twin Otter 300.

### Freitag, 16. Juli 1999

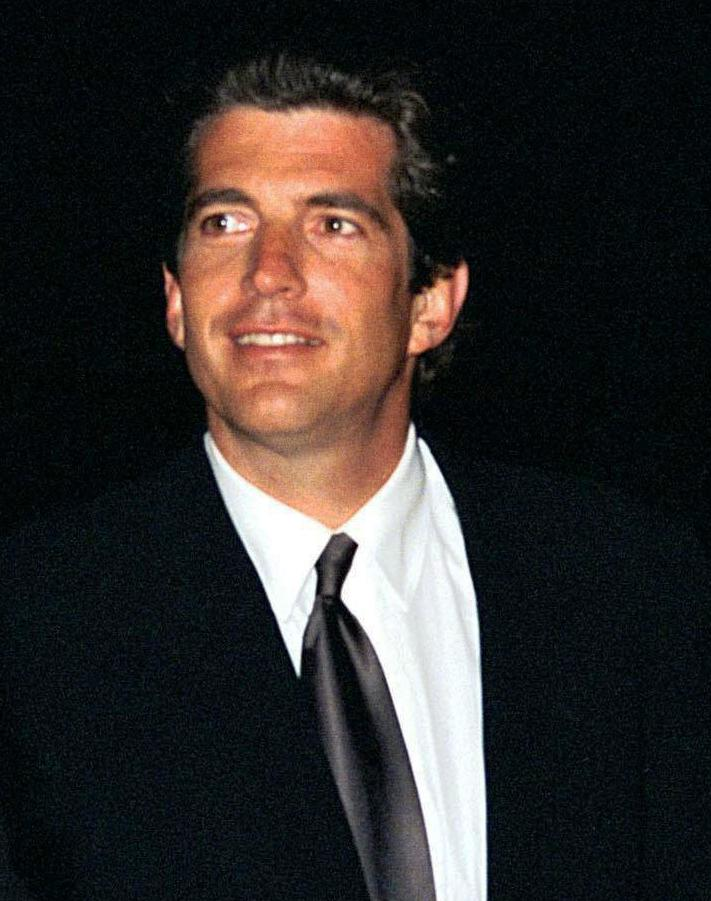
John F. Kennedy jr.

- Atlantik/Vereinigte Staaten: John F. Kennedy jr. stürzt auf einem von ihm selbst gesteuerten Flug nach Martha’s Vineyard zusammen mit seiner Frau Carolyn Bessette-Kennedy und deren Schwester Lauren kurz vor Erreichen des Zielflughafens über dem Atlantik ab.[18]
- Riga/Lettland: Andris Šķēle übernimmt zum zweiten Mal das Amt des Ministerpräsidenten von Lettland.

### Samstag, 17. Juli 1999
- Leverkusen/Deutschland: Titelverteidiger Bayern München gewinnt die vierte Auflage des DFB-Ligapokals. Das Spiel gegen Werder Bremen findet in der BayArena vor 13.000 Zuschauern statt und endet 2:1.[19]
- London/Vereinigtes Königreich: Auf dem Titel veröffentlicht das Wochenmagazin The Economist das Bild von Ahmad Batebi, der ein T-Shirt hochhält, das vom Blut eines Demonstranten getränkt ist. Die iranischen Studenten erheben das Cover zum Symbolbild ihres Widerstands.
- Neustadt an der Waldnaab/Deutschland: Die Mutter-Anna-Kirche in Neustadt an der Waldnaab wird nach drei Jahren umfangreicher Renovierungen mit einem Volumen von 1,5 Millionen D-Mark wiedereröffnet.

### Sonntag, 18. Juli 1999

Irreguläre Uranus-Monde

- Asunción/Paraguay: Im Finale der 39. Copa América kann die brasilianische Fußballnationalmannschaft ihren Titel verteidigen und siegt 3:0 gegen den Rekordtitelträger Uruguay.[20]
- Mauna Kea/Vereinigte Staaten: Ein Team entdeckt mit Hilfe des 3,6-m-Canada-France-Hawaii-Teleskops auf dem Mauna Kea auf Hawaii die irregulären Monde des Planeten Uranus: Setebos, Stephano und Prospero.
- Niamey/Niger: In einem Referendum billigt das nigrische Volk eine Verfassung nach dem Vorbild Frankreichs als semi-präsidentielles System mit Direktwahl des Präsidenten (alle fünf Jahre). Nach dieser Verfassung, welche jedoch am 19. Februar 2010 von der Militärjunta suspendiert wird, hat Niger ein Semipräsidentielles Regierungssystem.

### Montag, 19. Juli 1999
- Graz/Österreich: Der Bau des etwa 10 km durch die Hügelkette des Steinbergs und Plabutschs am westlichen Stadtrand von Graz führenden Plabutschtunnels beginnt.
- Haiger/Deutschland: Die Hellertalbahn GmbH wird gegründet. Das Eisenbahnverkehrsunternehmen betreibt den Schienenpersonennahverkehr auf der Bahnstrecke Betzdorf–Haiger.

### Dienstag, 20. Juli 1999
- London/Vereinigtes Königreich: Der Goldpreis erreicht in London mit 252,80 US-Dollar pro Feinunze einen Tiefststand. Inflationsbereinigt beträgt der Wert 476,02 US-Dollar.
- Markkleeberg/Deutschland: Der Nordteil des Braunkohletagebaus Espenhain wird ab heute geflutet. Auf diese Weise soll der Markkleeberger See entstehen.
- Peking/China: Nach sieben Jahren wachsender Popularität veranlasst die Regierung eine landesweite Razzia gegen die neue religiöse Bewegung Falun Gong. Eine Reihe von Petitionen an offizielle Stellen sowie der Sitzstreik von 10.000 Anhängern in Zhongnanhai am 25. April gelten als Vorwand für die Aktionen.
- Straßburg/Frankreich: Die Technische Fraktion der Unabhängigen Abgeordneten (TDI) entsteht in der Folge der Europawahl 1999. Als Grund geben die 29 Abgeordneten der Alleanza Nazionale, Lista Emma Bonino, Lega Nord, Fiamma Tricolore, Euskal Herritarrok sowie des Front National und des Vlaams Blok die Vorzüge eines Fraktionsstatus im Europäischen Parlament an.

### Mittwoch, 21. Juli 1999

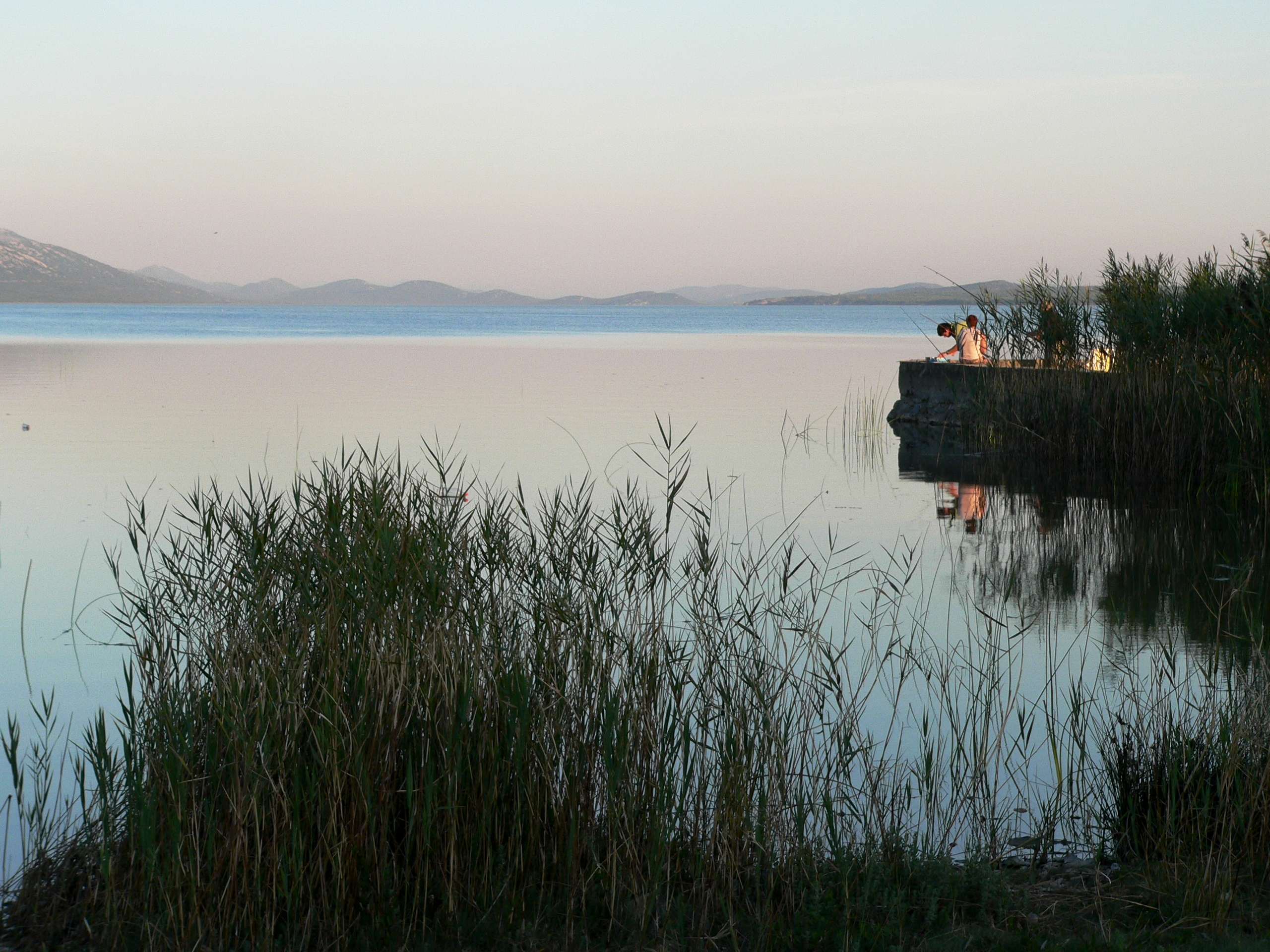
Vrana-See

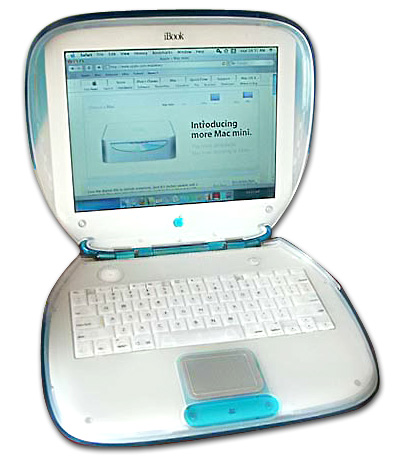
iBook

- Dalmatien/Kroatien: Das Gebiet um den Vransko jezero (deutsch Vrana-See) wird zum Naturpark. Der zwischen den Städten Zadar und Šibenik gelegene See ist der größte in Kroatien.
- New York/Vereinigte Staaten: Steve Jobs stellt in einer Keynote-Präsentation auf der Messe Macworld Conference & Expo das Apple-Notebook „iBook“ vor.[21]

### Donnerstag, 22. Juli 1999
- Peking/China: Nachdem die chinesische Regierung schon zwei Tage zuvor über 1.000 aktive Falun-Gong-Mitglieder verhaftete, spricht sie ein offizielles Verbot dieser neuen religiöse Bewegung aus. 10.000 Mitglieder sind in Fußballstadien interniert, bei landesweiten Hausdurchsuchungen wurden Falun-Gong-Bücher beschlagnahmt und vernichtet.
- Ulaanbaatar/Mongolei: Njam-Osoryn Tujaa übernimmt das Amt der Premierministerin der Mongolei von Dschanlawyn Narantsatsralt. Dieser musste wegen eines kontrovers diskutierten Schreibens an den Ersten Stellvertretenden Premierminister Russlands über das mongolisch-russische Kupfer-Molybdän-Erzanreicherungswerk zurücktreten.

### Freitag, 23. Juli 1999

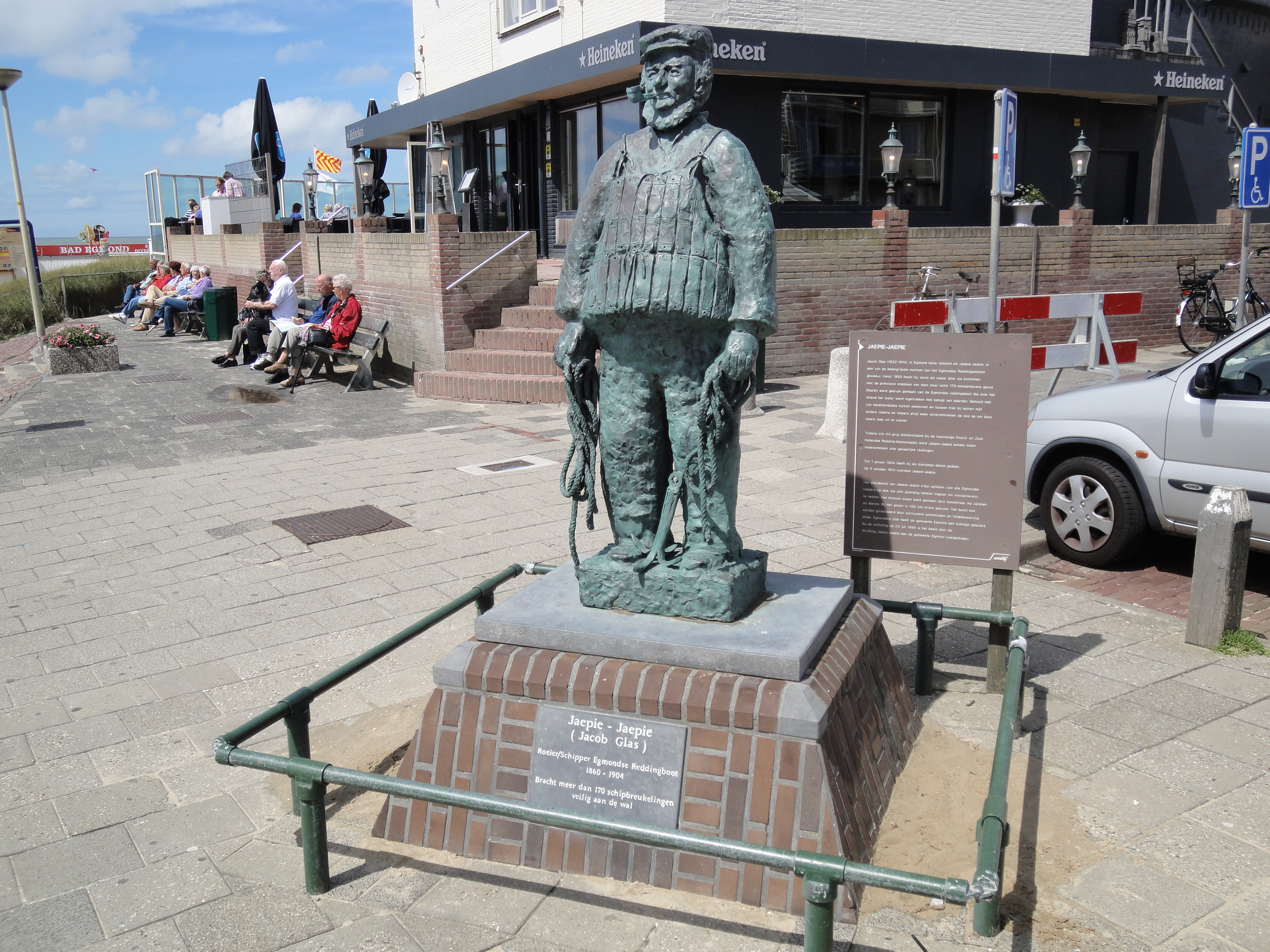
Bronzestatue für Jaepie-Jaepie

- Egmond aan Zee/Niederlande: Für Jaepie-Jaepie von der Seerettungsstation in Egmond aan Zee in Nordholland wird eine Bronzestatue aufgestellt. 170 Menschenleben soll er im Laufe seiner 44-jährigen Dienstzeit gerettet haben.
- Rabat/Marokko: Mohammed VI. besteigt wenige Stunden nach dem Tod seines Vaters Hassan II. den Thron. Er will gegen die Missstände seines Landes, z. B. Armut und Korruption, vorgehen und die Durchsetzung der Menschenrechte in Marokko stärker fördern.[22]

### Samstag, 24. Juli 1999
- Archangelsk/Russland: Der nach der schwedischen Schriftstellerin Astrid Lindgren benannte Satellit Astrid wird zusammen mit einem russischen Navigationssatelliten vom Typ Zikada von einer russischen Kosmos-3M-Trägerrakete vom russischen Kosmodrom Plessezk gestartet und in circa 1.000 km Höhe befördert.
- Füssen/Deutschland, Vils/Österreich: Der 1.284 m lange Grenztunnel Füssen wird für den Autoverkehr freigegeben.

### Sonntag, 25. Juli 1999

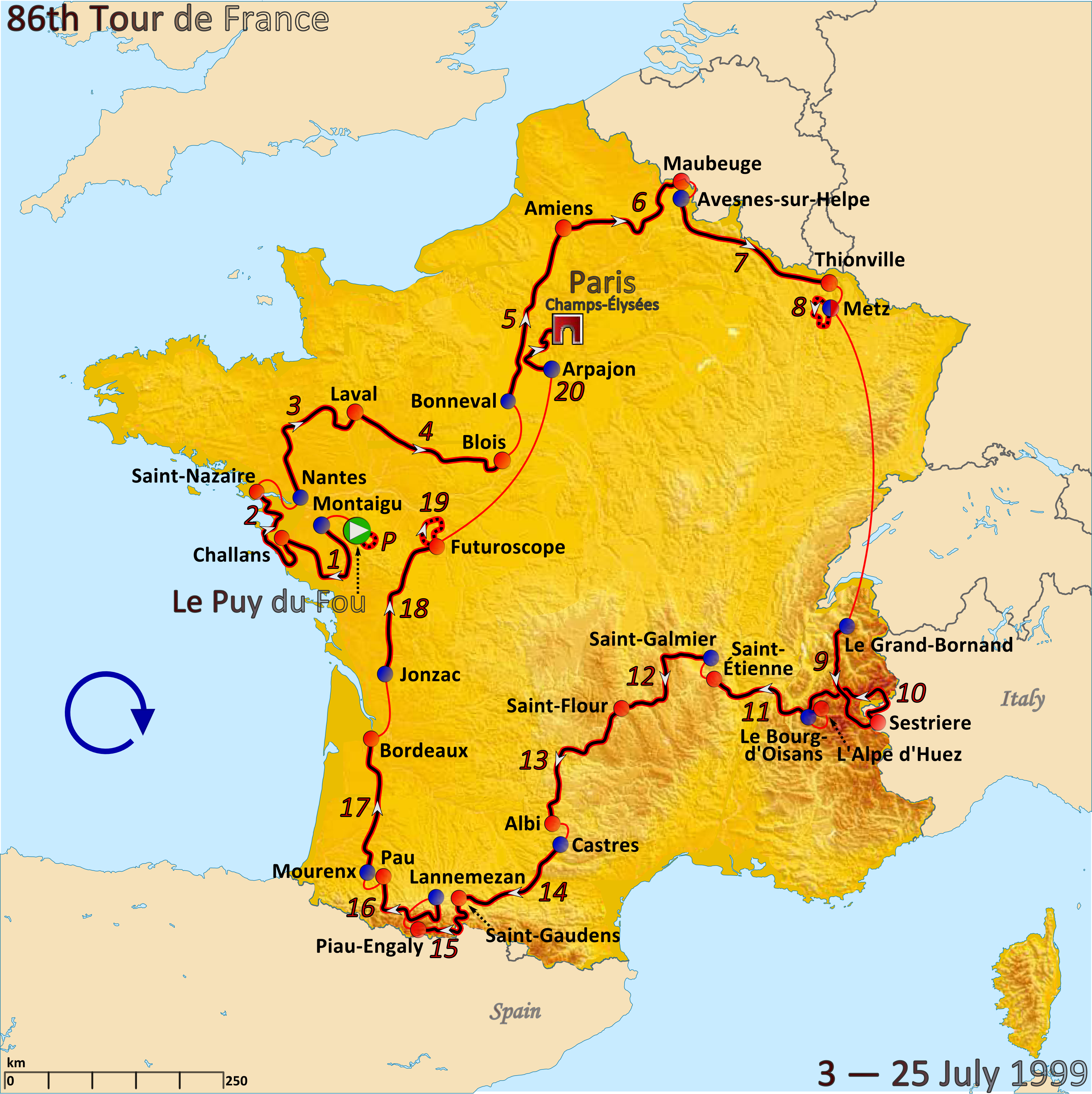
Tour de France 1999

- Paris/Frankreich: Lance Armstrong gewinnt zum ersten Mal, und als zweiter Amerikaner, die Rad-Rundfahrt Tour de France.[23]

### Montag, 26. Juli 1999

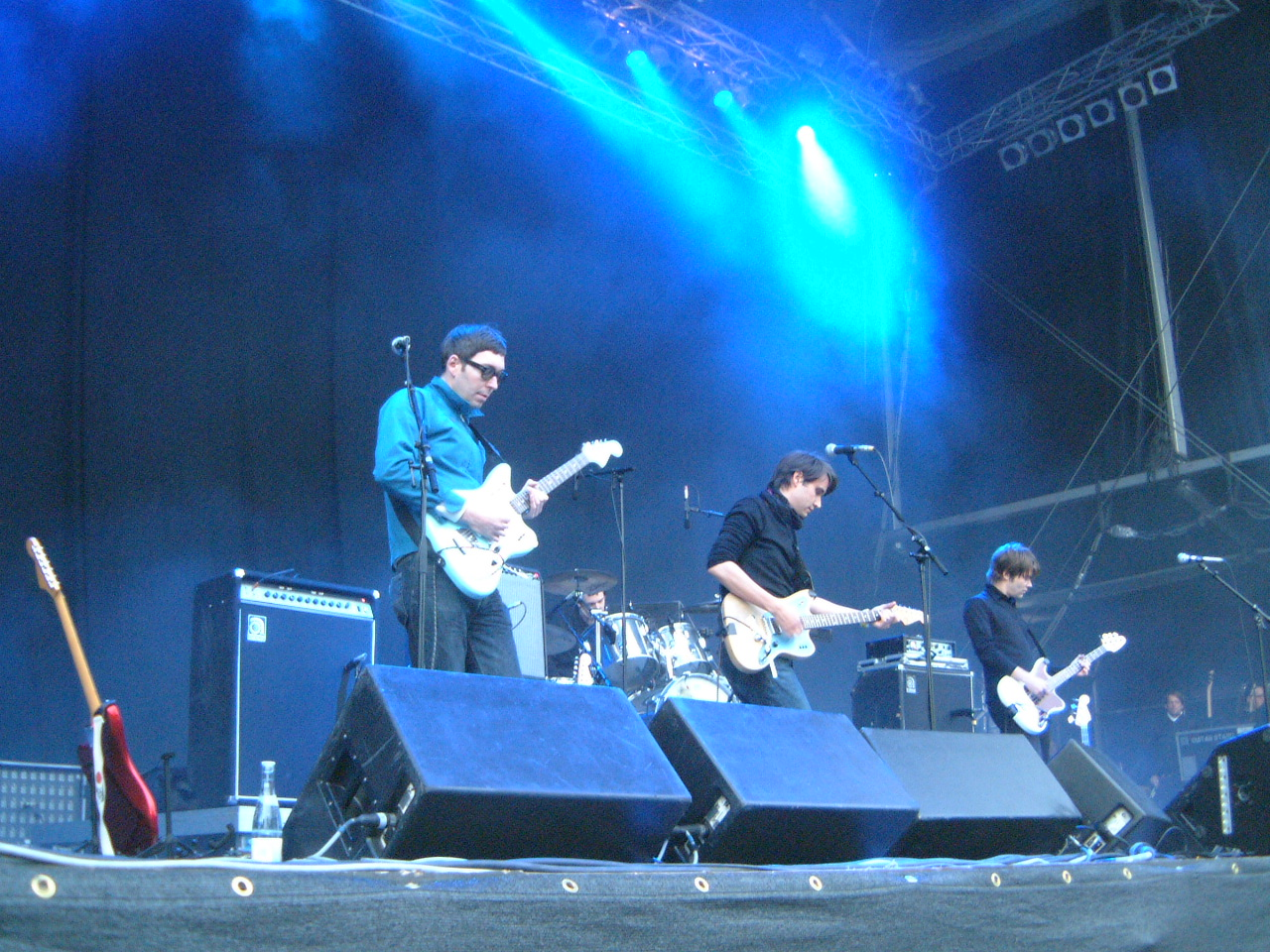
Tocotronic

- Hamburg/Deutschland: Mit K.O.O.K. erscheint das fünfte Studioalbum der deutschen Indie-Rock-Gruppe Tocotronic. Auf dessen Cover und im Booklet sind Illustrationen von Raumschiffen zu sehen, die von dem Künstler Chris Foss gestaltet wurden.

### Dienstag, 27. Juli 1999
- Luxemburg/Luxemburg: Der Franzose Jacques Pêcheur überrascht Gaston Glock, den Gründer der österreichischen Waffenproduktionsfirma Glock GmbH, in der Tiefgarage eines Bürokomplexes und versucht, diesen mit einem Hammer zu erschlagen. Pêcheurs Auftraggeber ist der Luxemburger Charles Ewert, genannt „Panama-Charly“, der jahrelang Zugang zu Glocks Geschäftsvermögen besaß.[24]
- Saxeten/Schweiz: Eine 2 m hohe Sturzflut erfasst in der Felsschlucht des Saxetbach eine Canyoning-Gruppe und tötet alle. Diese Gruppe besteht aus 21 Touristen aus Australien, Neuseeland, England, Südafrika und der Schweiz. Dieser Unfall fordert bislang die meisten Todesopfer beim Canyoning.

### Mittwoch, 28. Juli 1999
- Guadalajara/Mexiko: Lothar Matthäus schießt beim FIFA-Konföderationen-Pokal in Mexiko gegen Neuseeland ein Tor für die deutsche Fußballnationalmannschaft und ist mit 38 Jahren und 128 Tagen der älteste Torschütze in der Geschichte der Auswahl.
- Orbit: Die Raumfahrer Wiktor Afanassjew und Sergei Awdejew befinden sich 5 Stunden und 22 Minuten im Weltall, um die Kommunikationsantennen der Mir zu demontieren.

### Donnerstag, 29. Juli 1999
- Avarua/Cookinseln: Joe Williams löst seinen Parteikollegen Geoffrey Henry als Premierminister und Finanzminister der Cookinseln ab.
- Sonnensystem: Die Raumsonde Deep Space 1 passiert den Asteroiden (9969) Braille in nur 26 km Abstand. Es werden zahlreiche Daten, aber aufgrund einer falschen Ausrichtung der Kamera nur wenige Bilder und diese aus großer Entfernung gewonnen.

### Freitag, 30. Juli 1999
- Ulaanbaatar/Mongolei: Rintschinnjamyn Amardschargal von der Demokratischen Partei wird Premierminister der Mongolei und löst damit Njam-Osoryn Tujaa ab.

### Samstag, 31. Juli 1999

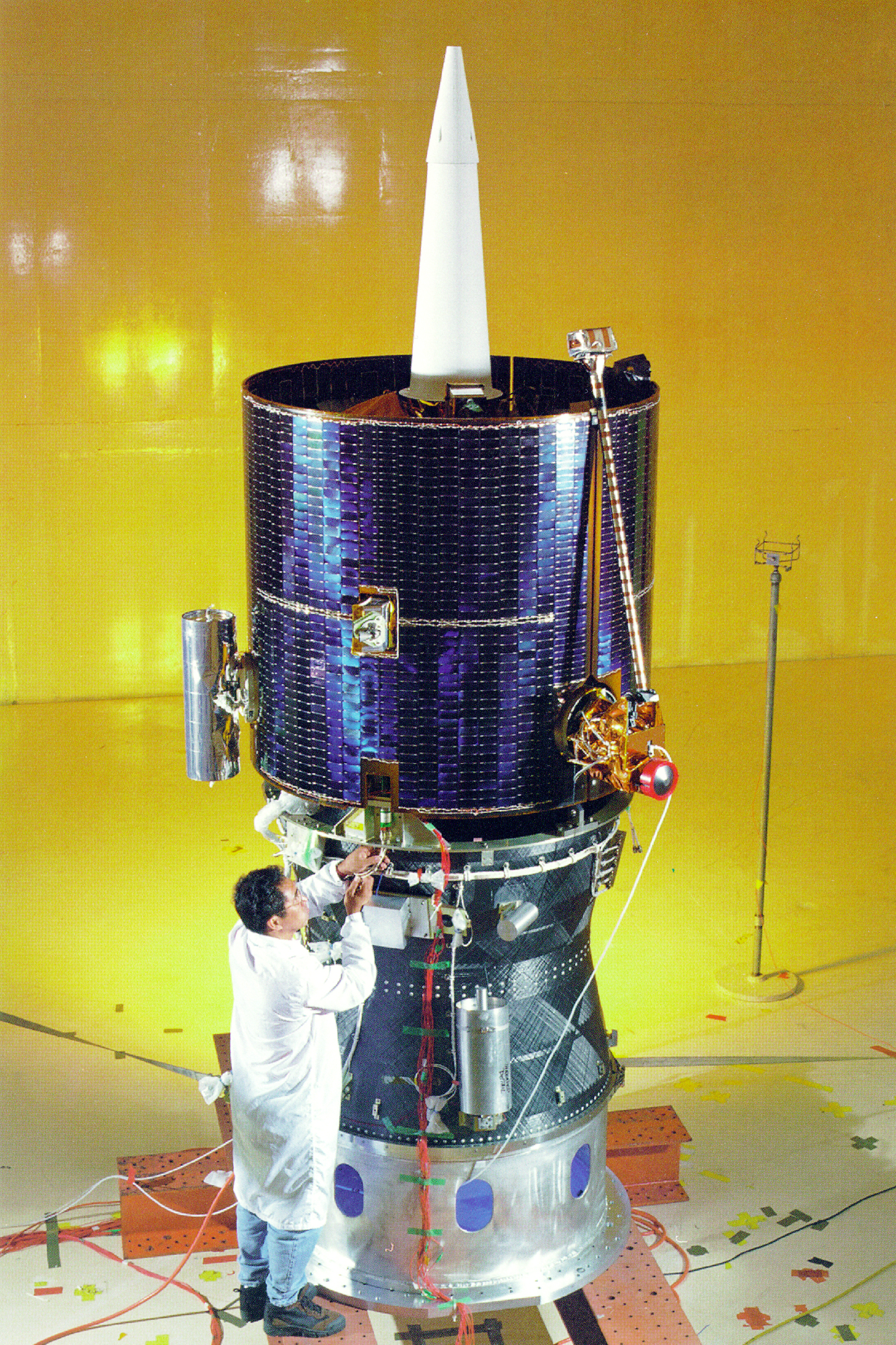
Fertigung des Lunar Prospectors

- Bonn/Deutschland: Die Bundesprüfstelle für jugendgefährdende Medien indiziert den französischen Film Dobermann von Regisseur Jan Kounen.[25]
- Mond: Die Raumsonde Lunar Prospector schlägt auf dem Mond ein. Mit diesem zerstörerischen Abschluss der Mission soll möglichst viel Wassereis freigesetzt werden, was aber nicht gelingt.[26]

## Weblinks

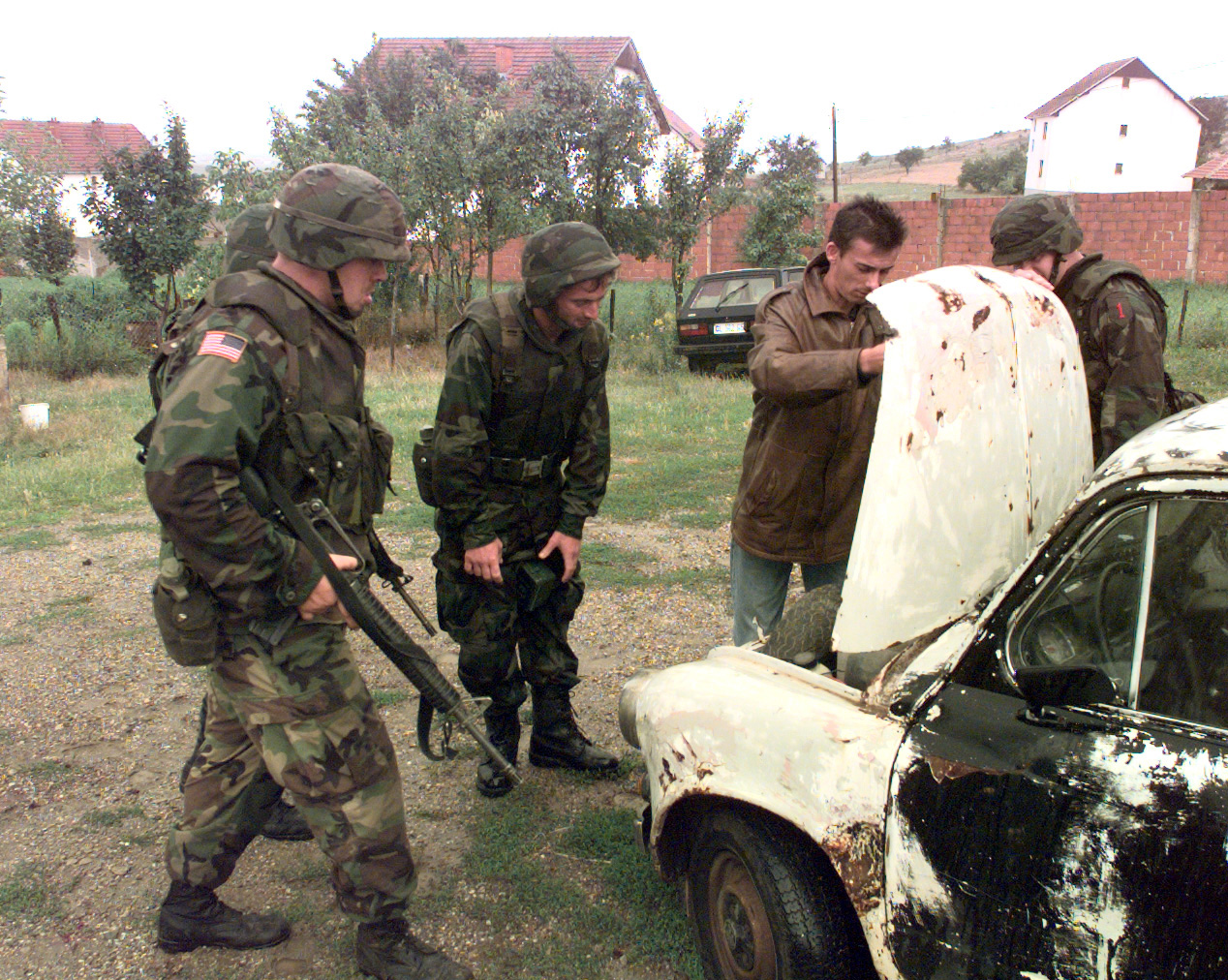
Jugoslawien im Juli 1999